# 吉田重康
吉田 重康（よしだ しげやす）は、戦国時代の武将。長宗我部氏の家臣。土佐国上夜須城主。

## 出自
土佐の国人である土佐吉田氏は、藤原北家秀郷流の末裔を称する山内首藤氏の支流。山内首藤俊通の子・俊宗が足利尊氏に従い、功を上げ土佐に所領を得たことを始まりとする。

## 略歴
吉田重俊の長男として誕生。
永禄6年（1563年）、安芸国虎が5000の兵を率いて岡豊城を攻めるが、見事撃退する。本山氏攻めにも功績があった。
子・孝俊は天正10年（1582年）の中富川の戦いで討死を遂げた。孫・康俊は長宗我部氏改易の後、大坂に移住。後に松平家に仕えて姫路に移る。

## その他
『土佐物語』巻第五「吉田伊賀介妻女の事」において、重康が城を留守にしている間に敵勢が寄せてきたため、重康の妻が城中にいた女房・下女・はした、その他の男を呼び集め、下知をなして、塀の上へ兜を着せ、手ごとにもたせ、塀の上へ差し出し、あるいは左右に槍薙刀を持たせ、前後に馬印を出し、大旗小旗を木の枝・塀・柱に結び付けて、大勢が籠っている風に見せかけ、安芸の軍勢は留守と思っていたが、大勢いると誤認し、安芸へと引き返したと記述される（前後の記事から永禄年間）。